# Quick time event

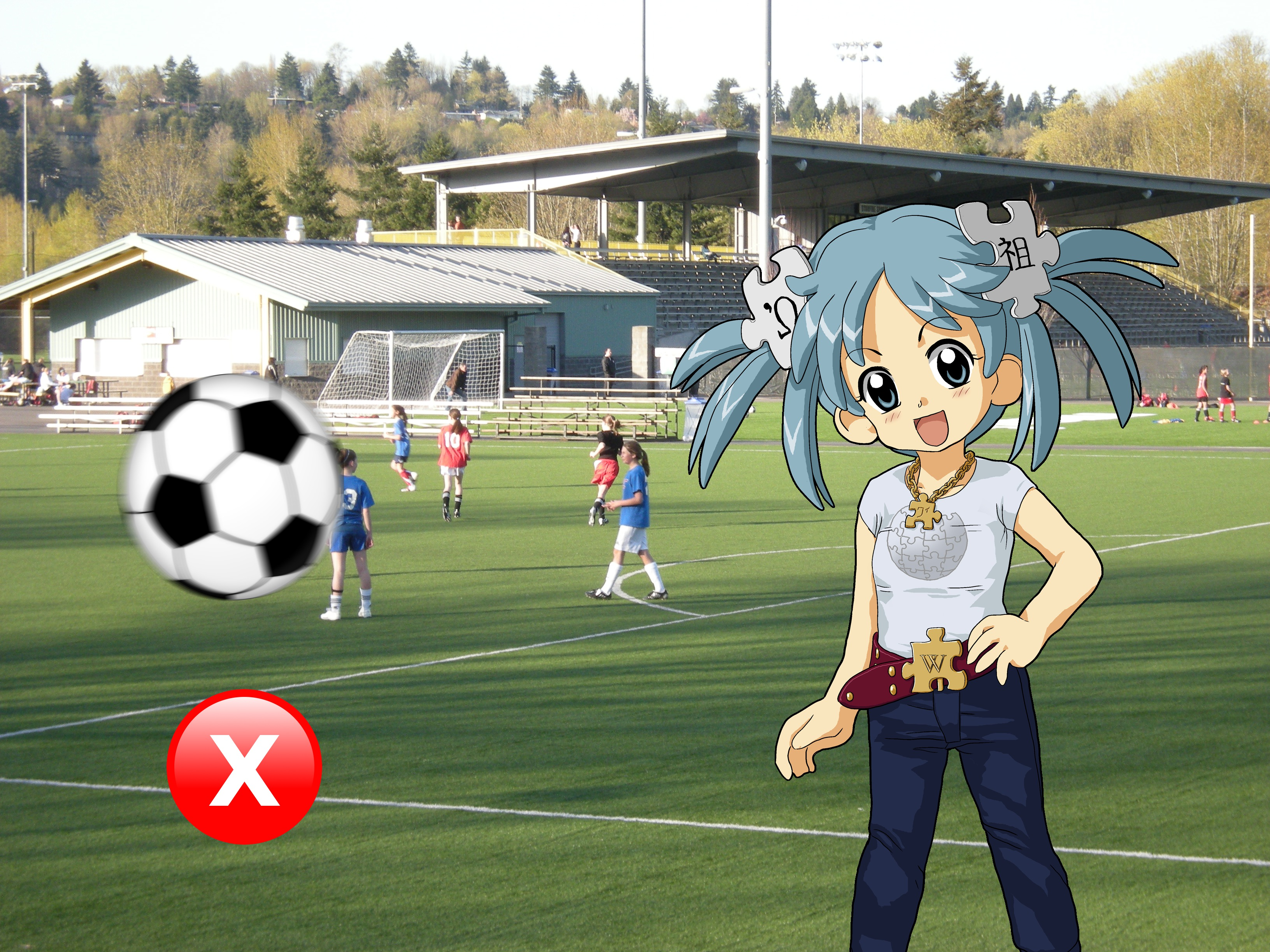
Um exemplo de apresentação de um quick time event em um videogame; Ao pressionar o botão "X" do controle ao tempo, pode impedir a Wikipe-tan seja atingida pela Bola de Futebol

Quick Time Event (QTE) é um método utilizado em jogos de vídeo. Ele permite o controle limitado do personagem durante as cinemáticas do jogo, e geralmente o jogador deve seguir instruções na tela de pressionar botões ou executar outras ações (como a agitar do controle). No caso de falha de um destes comandos, a cena é levada a um rumo diferente, muitas vezes à morte do personagem.

## Historia
As sequências de jogo com Quick Time Events não é uma invenção recente. Dragon's Lair e Road Blaster (Data East, 1985) foram os jogos de arcade, que usavam vídeos armazenados em um laserdisc. Isto proporcionou gráficos com um nível de desenho animado em um momento em que video-games eram simples, mas deixou pouco espaço para mais elementos de jogabilidade avançada. Em termos modernos o jogo Dragon's Lair seria uma série de rapidas QTEs em série. A popularização do CD-ROM levou ao surgimento de filmes interativos, jogos com mais ênfase em presenciar eventos do que influenciá-los.
Die Hard (Sega, 1996) e mais notavelmente Shenmue (Sega, 1999), cujo diretor Yu Suzuki cunhou o termo Quick Time Event. Desde o seu lançamento, vários outros jogos têm incluído um sistema QTE ou algo similar. Muitos títulos recentes incluíram este método, dentre eles a série God of War, Fahrenheit, a série Yakuza, Assassin's Creed 2, Mass Effect 2, Marvel Ultimate Alliance, Star Wars: The Force Unleashed, Resident Evil 4, Resident Evil 5, Bayonetta, Heavy Rain, Just Cause 2, Homem-Aranha 3, Far Cry 3, a série Dead Space, a série Tomb Raider, entre outros jogos.